# 班納博格米努斯魚
班納博格米努斯魚（學名Bananogmius）是一屬已滅絕的硬骨魚，生存於上白堊紀的美國肯薩斯州。它們棲息在西部內陸海道。

## 特徵
身長約1.2~1.8米，有著非常高的背鰭，背鰭高大約是身長的三分之一到二分之一之間，目前尚未了解此魚高背鰭的用途，具有扁平下顎和盤狀顎骨，估計是以蛤或軟體動物為食。

## 大眾文化
《與海怪同行：史前探險》中曾出現了Bananogmius evolutus的物種，但這現已被編入Pentanogmius。
《侏羅紀世界:遊戲》中將此魚描述為約8米長的魚，但這是錯誤的，此魚可在錦標賽中取得，遊戲中為洞窟型水生生物。

## 外部連結
- 國家地理頻道 （页面存档备份，存于）